# Стеван Мокраняц
Стеван Мокраняц (серб. Стеван Мокрањац, справжнє прізвище Стоянович, (серб. Стојановіћ) — сербський композитор і хормейстер.

## Біографія
Народився 9 січня 1856 року в Неготині. Вивчав композицію в Лейпцигу у Ядассона і Райнек, а також в Мюнхені у Райнбергера. У 1887—1914 керував хором Белградського співочого товариства, гастролював по багатьом країнам, в тому числі в Росії в 1896 році.
З 1889 по 1893 був другою скрипкою Белградського струнного квартету, першого в Сербії.
У 1899 став одним із засновників белградською музичної школи, яку і очолював до смерті.
Член Сербської академії наук і мистецтв з 1906, голова Товариства сербських музикантів з 1907.
Помер в місті Скоп'є 28 вересня 1914 року.

## Твори
Головним твором Мокраняца вважаються «Руковети», обробки сербських, хорватських, словенських, чорногорських та македонських пісень — 15 сюїт для хору з солістом без музичного супроводу. Ці роботи по сей день користуються великою популярністю у хорів на всій території колишньої Югославії. Серед робіт Мокраняца також обробки угорських, турецьких та румунських пісень, духовна музика («Сербська літургія»), музика для п'єс, реквієм.